# Objet 167
L’Objet 167 (en russe : Объект 167, Obyekt 167) est un prototype de char soviétique.
Conçu en 1961 par l'usine n° 183 de Nijni Taguil, ce prototype est souvent considéré comme étant le chaînon manquant entre les chars T-62 et T-72.

## Historique
Le développement de l'Objet 167 a débuté en 1961 sur une initiative du bureau d'étude de l'usine n° 183 de Nijni Taguil en honneur au 22ème congrès du PCUS. L'idée générale était de concevoir une version améliorée du char T-62 en installant un nouveau moteur et un nouveau train de roulement.

Le premier prototype sorti de l'usine en septembre 1961 et le second avant la fin de la même année. Il était prévu d'armer les deux prototypes avec le nouveau canon de 125 mm D-81T. Ce canon étant toujours en développement, il fut décidé d'armer les Objet 167 avec le canon U-5TS Molot de 115 mm armant déjà le T-62. Pour compenser le manque de puissance de feu, un lanceur triple de missile antichar filoguidé 9M14 Malioutka fut monté à l'arrière de la tourelle entre 1963 et 1964.

En 1963, L. N. Kartsev, alors chef de projet à l'usine n°183, écrivit à Nikita Khrouchtchev pour lui demander l'autorisation de remplacer le T-62 sur la chaîne de montage par son Objet 167. Cette demande fut suivie d'une session extraordinaire tenue le 22 mars 1963 au cours de laquelle le ministre de l'industrie de la Défense, Sergei Zverev rassura Frol Kozlov, président adjoint du Conseil des ministres de l'URSS, que le prototype de char Objet 432 développé par l'usine Malichev de Kharkiv allait bientôt être produit dans toutes le usines du pays, y compris à l'usine n°183 et que donc, il n'y avait aucune raison de produire l'Objet 167, jugé par Kozlov comme étant moins performant que l'Objet 432.

## Caractéristiques techniques

### Mobilité

#### Motorisation
L'Objet 167 possède un moteur diesel suralimenté CTZ V-26 à refroidissement liquide comportant 12 cylindres disposés en V pour une cylindrée de 38,8 l. Il développe une puissance nominale de 700 chevaux à un régime de 2 100 tr/min.

Comme sur le T-62, le moteur est monté transversalement dans le compartiment moteur. Le V-26 est basé sur le moteur V-55V du T-62 mais est 120 chevaux plus puissant grâce à l'ajout d'un système de suralimentation par compresseur mécanique centrifuge entraîné par le vilebrequin du moteur.
Afin d'améliorer les performances du char en environnement tropical, l'Objet 167 fut doté d'un système de filtre à air de conception nouvelle et le système de refroidissement de son moteur V-26 a été entièrement revu. Il possède un nouveau radiateur d'eau tubulaire à ailettes ondulées offrant une surface d'échange 25% supérieure à celle du radiateur du T-62. Le refroidisseur d'huile possède également une surface d'échange augmentée de 47%.

### Boîte de mécanisme
L'Objet 167 reprend la boîte de vitesses du T-62 mais cette dernière a été renforcée pour compenser l'augmentation de puissance du moteur. Afin de faciliter la conduite, les leviers de direction et l'embrayage sont actionnés hydrauliquement.

### Train de roulement

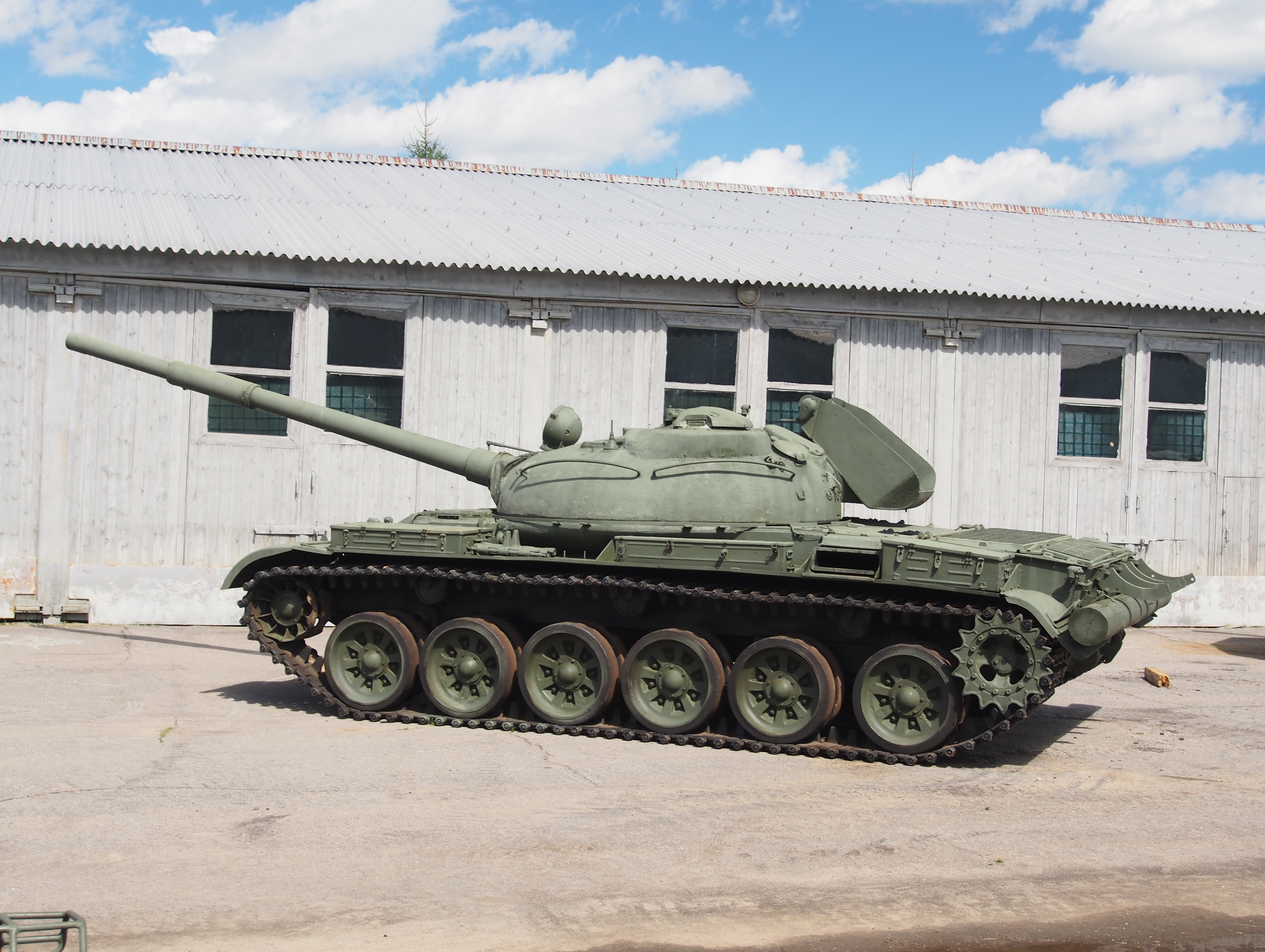
L'Objet 167 se démarque du T-62 par son train de roulement à six paires de galets.

L'Objet 167 innove par son train de roulement qui comporte désormais six paires galets de roulement en alliage d'aluminium AK-6 d'un diamètre de 750 mm et trois rouleaux porteurs (contre cinq paires de galets de 810 mm sans rouleaux porteurs sur le T-62). Deux jeux de chenilles sont testés, les OMSh puis les RMSh.
Il est équipé de nouvelles barres de torsion offrant un débattement vertical supérieur à celles du T-62. Des butées de suspensions sont montés au-dessus des bras de suspension des premiers, deuxièmes, cinquièmes et sixièmes galets de roulements.

## Variantes
- Objet 167 (1961) : deux prototypes fabriqués.
- Objet 167T (1963) : Objet 167 équipé d'un turbomoteur d'hélicoptère GTD-3T de 700 chevaux monté transversalement à la place du moteur Diesel V-26. Autonomie de 211 km malgré la capacité accrue en carburant (1 580 ℓ.
- Objet 167TU (1963-1967) : concept qui devait être identique à l'Objet 167T mais équipé d'un turbomoteur GTD-3TU, plus économe en carburant et ayant des performances au démarrage supérieures en environnement polaire.
- Objet 166TM (-1967) : T-62 équipé du turbomoteur GTD-3TU et du train de roulement de l'Objet 167.
- Objet 167M T-62B (1962-1964) : projet resté au stade de concept d'un Objet 167 amélioré, ré-armé avec un canon lisse D-81T (2A26M2) de 125 mm et doté d'un chargement automatique utilisant un carrousel. Moteur V-35 de 780 chevaux et glacis composite intégrant deux couches de fibre de verre renforcée intercalées entre deux plaques d'acier.
- Objet 167D (196-) : concept d'Objet 167 intégrant un revêtement anti-radiations.